# Kartir

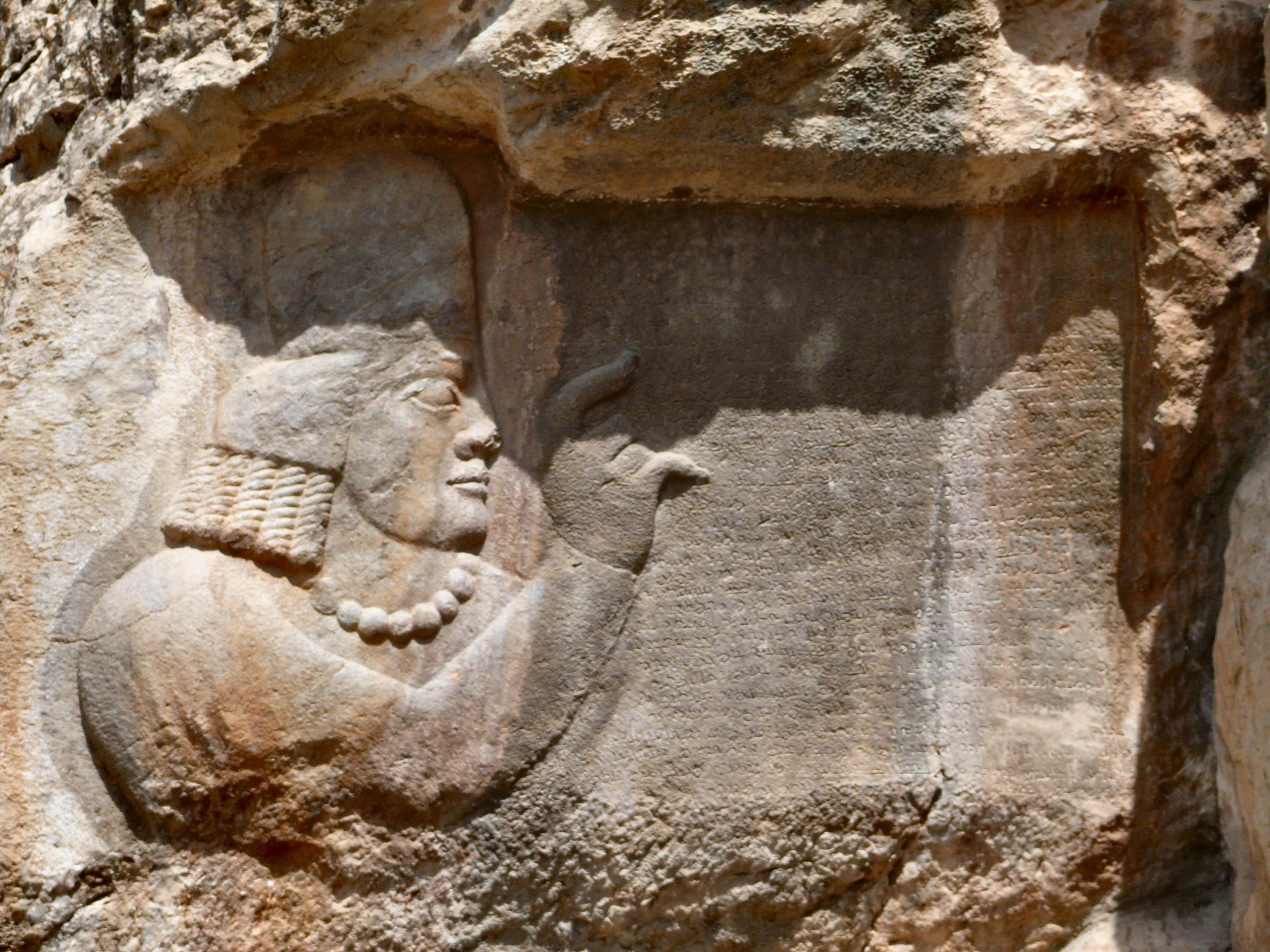
Katir in un rilievo a Naqsh-e Rajab.

Kartir (il nome è trascritto anche Kerdīr o Kirdīr) fu un importante gran-sacerdote zoroastriano della seconda metà del III secolo, consigliere di tre imperatori sasanidi.

## Biografia
Kartir fu probabilmente decisivo nel trionfo del Mazdeismo sull'altra corrente del Zoroastrismo, lo Zurvanismo: nella sua iscrizione a Naqsh-e Rajab, Kartir afferma di aver deciso che c'è un paradiso e c'è un inferno, mettendosi dunque in opposizione ai principi dello Zurvanismo. 
Cionondimeno, il fatto che proprio durante il regno di Sapore I (241-272), dal quale Kartir fu nominato consigliere, lo Zurvanismo sia sorto e si sia sviluppato, genera una contraddizione ancora oggetto di studi.
Allo stesso tempo Kartir è considerato come uno dei principali sostenitori del movimento iconoclasta che causò la decadenza del culto dei templi, una forma di venerazione aliena alla tradizione religiosa indo-iraniana ereditata dai Babilonesi e introdotta sei secoli prima da Artaserse II come strumento di raccolta delle tasse. 
Fu durante l'epoca di Kartir come gran-sacerdote che i templi furono spogliati delle loro statue per legge e, in seguito, abbandonati o convertiti a templi del fuoco (Atar).
Secondo quanto raccontato nelle sue iscrizioni, Kartir giunse al potere sotto il regno di Sapore I, che servì come consigliere e che accompagnò durante i viaggi. 
Il figlio di Sapore, Ormisda I (272-273), nominò Kartir mowbed, "capo dei magi", una posizione che Kartir sfruttò senza pietà per promuovere i propri interessi e colpire sacerdoti di rango inferiore con opinioni in contrasto con la sua. 
Sotto i sovrani successivi, Kartir richiese la persecuzione di aderenti ad altre religioni, in particolare i Manichei, il cui profeta Mani fu condannato a morte da Bahram I (273–276), probabilmente dietro istigazione di Kartir; la persecuzione terminò sotto Narsete (293–302), probabilmente dopo la morte del gran-sacerdote.
Le notizie su Kartir sono riportate esclusivamente nelle sue iscrizioni sulla Ka'ba-i Zartosht a Naqsh-i-Rustam e a Naqsh-e Rajab.